# When I'm Gone (Simple Plan)
When I'm Gone è il primo singolo estratto dal terzo, eponimo, album dei Simple Plan, pubblicato il 29 ottobre 2007.

## Video musicale
Il video di When I'm Gone vede la fidanzata del cantante della band Pierre Bouvier che, girando per la città, continua a rivedere l'immagine di Pierre ovunque lei vada, perseguitandola. Verso la fine del video prova a chiamare via cellulare Pierre, che però non risponde alla chiamata, rifiutandola.

## Tracce
CD, download digitale
1. When I'm Gone – 3:49
2. Running Out of Time – 3:16
3. When I'm Gone (Acoustic Version) – 3:29
4. When I'm Gone (Video) – solo su iTunes

45 giri
Lato A
1. When I'm Gone – 3:51

Lato B
1. When I'm Gone (Acoustic Version) – 3:30

## Formazione
Simple Plan
- Pierre Bouvier – voce
- David Desrosiers – basso, voce secondaria
- Jeff Stinco – chitarra solista
- Sébastien Lefebvre – chitarra ritmica, voce secondaria
- Chuck Comeau – batteria, percussioni

Altri musicisti
- Liam O'Neil – tastiera

## Classifiche
| Classifica (2007) | Posizione massima |
| ----------------- | ----------------- |
| Australia         | 14                |
| Austria           | 37                |
| Brasile           | 1                 |
| Canada            | 11                |
| Germania          | 42                |
| Irlanda           | 39                |
| Regno Unito       | 26                |
| Svezia            | 23                |
| Svizzera          | 31                |